# Puig de la Creu (Sant Llorenç de Cerdans)
El Puig de la Creu és una muntanya de 816,2 metres del límit dels termes comunals de Sant Llorenç de Cerdans i de Serrallonga, tots dos a la comarca del Vallespir, a la Catalunya del Nord.
Es troba a l'extrem occidental del terme de Sant Llorenç de la Salanca i a l'oriental del de Serrallonga. És el cim culminant de la Serra del Morer, a ponent del Mas Vilallonga de Sant Llorenç de Cerdans i a llevant del Morer, de Serrallonga.